# Ballarina espanyola
Ballarina espanyola, també coneguda com a Danseuse espagnole, és una pintura a l'oli realitzada per Joan Miró el 1928 i que actualment forma part de la col·lecció permanent del Centre Georges Pompidou de París. Forma part de la sèrie de pintures-objecte que el pintor realitza després de declarar que volia "assassinar la pintura"

## Antecedents
La sèrie de ballarines espanyoles se situen després de la creació dels paisatges i retrats imaginaris. És durant aquest període que el pintor utilitza material d'un qualsevol material per a crear les obres, fent les famoses pintures-objecte, com ho és també la coneguda pintura (guix, oli sobre llenç) de 1940. Miró llença un veritable desafiament contra la pintura, apreciat per Louis Aragon :
| «              | l'extrema, l'arrogant pobresa dels materials | » |
| — Louis Aragon |                                              |   |

## Descripció
Es tracta d'una composició minimalista que conté exactament quatre elements
1. Un suro
2. Un ocell de plomes, de color marró fosc;
3. A barret, d'acer;
4. Un panell de fusta pintat de blanc.

La tapa i la ploma s'enganxen en l'amplada de la part superior, en la meitat dels panells de fusta. La ploma està lleugerament inclinada cap a la dreta i és un tutú. El passador travesa el suro, la punta de la figura representa el peu de la ballarina. El cap de l'agulla sembla el de la ballarina.

## Història
És l'esperit de la irresponsabilitat dada el que causa la major llibertat immediata de Miró. Paul Éluard descriu una de les còpies de la sèrie:
| «              | Una de les dues millors dones que he conegut, quan em vaig trobar amb ella, s'havia enamorat d'una pintura de Miró ballarina espanyola. En el llenç en blanc, una agulla de barret d'ala i ploma | » |
| — Paul Éluard. | |   |

L'obra va ser adquirida per André Breton. La seva filla la va donar al Centre Georges Pompidou el 2003.